# Nova Bukovica
 Nova Bukovica  è un comune della Croazia di 2 096 abitanti della regione di Virovitica e della Podravina.